# Austin Group
O Austin Group, ou Austin Common Standards Revision Group, é um grupo de trabalho formado para desenvolver e manter uma revisão comum do padrão POSIX e partes da especificação Single UNIX Specification.
O grupo adota o lema "escrito uma vez, adotado em toda parte" e as especificações entregues são designadas como "especificação IEEE POSIX" ou "padrão técnico The Open Group" ou ainda "especificação ISO/IEC". O conjunto atual de especificações é denominado simultaneamente como ISO/IEC 9945 e IEEE Std 1003.1 e forma o núcleo da especificação Single UNIX Specification Version 3.
O trabalho realizado pelo grupo combina o esforço dos líderes da indústria de informática e as atividades formais de padronização. O The Open Group gerencia as questões cotidianas do grupo e fornece a infraestrutura necessária para as suas atividades. O grupo é formado por mais de 500 representantes de empresas formando um amplo espectro dentro da área da tecnologia da informação . Não são cobradas taxas dos participantes.